# Výbuch plynu v panelovém domě v Prešově
Výbuch plynu v panelovém domě v Prešově (zkráceně Výbuch v Prešově) je událost, ke které došlo v pátek 6. prosince 2019 ve 12.12 hodin v Mukačevské ulici 7 ve slovenském Prešově. Nejprve vybuchl nahromaděný plyn, poté došlo k rozsáhlému požáru několika vrchních pater budovy. Čtyřicet lidí bylo zraněno a osm usmrceno.

## Výbuch a požár domu
K výbuchu plynu v Mukačevské 7 v Prešově došlo v pátek 6. prosince 2019 ve 12.12 hodin. Plyn vybuchl na devátém poschodí a následně začala hořet všechna čtyři zbývající patra dvanáctipatrového domu. Schodiště se kompletně zřítilo a byla otevřena střecha. Před výbuchem cítili lidé v místě plyn. To někdo oznámil plynárenské společnosti těsně před výbuchem. Ve 12.15 pak Slovenský plynárenský priemysel - Distribúcia dostala informaci o překopnutí plynovodu od firmy provádějící před domem výkopové práce. Policie a hasiči začali dům evakuovat. Na místo se dostavila slovenská politická reprezentace včetně premiéra Petera Pellegriniho. Dům posoudili statici a vyloučili hrozbu zřícení. Ve 21.30 se podařilo dostat požár pod kontrolu; úplně uhašen byl před 7 hodinou ranní následující den. Sedm osob bylo usmrceno a čtyřicet zraněno, z toho jedna je v kritickém ohrožení života. Další osoba se pohřešuje. Výbuch narušil statiku i v sousedním domě číslo 9.

### Evakuace
Příčinou byla pravděpodobně rekonstrukce, která narušila plynové potrubí. Plyn se pak nahromadil v horních částech budovy a explodoval. V roce 2017 byl dům rekonstruován v rozporu s požárními předpisy. Tato rekonstrukce podle hasičů přispěla ke zpomalené záchraně obyvatel domu. Po vstupu do domu totiž hasiči zjistili, že se totálně zřítilo schodiště a nelze se vnitřkem domu k lidem dostat. Bylo rozhodnuto o nasazení plošin, protože záchranné sítě a plachty nemají místní hasiči ve výbavě. Před nasazením a instalací plošin muselo být ale odtaženo několik aut a pokáceny některé stromy. Proto se evakuace domu protáhla asi na dvě hodiny. Plošiny však nemohly být umístěny hned u paty domu kvůli spadaným sutinám a nepevnému podkladu. Z toho důvodu nedosáhly do nejvyšších pater budovy. Na druhou stranu byly nasazeny evakuační rukávy, kterými se zachránění spouštěli na zem. Došlo tak k urychlení evakuace, protože plošiny nemusely putovat s každým zachráněným dolů a následně se vracet nahoru. Informace o nepovolené rekonstrukci domu přišly po kritice zásahu hasičů, že evakuace trvala příliš dlouho a nebyli dostatečně vybavení. Na sociálních sítích se objevilo video muže visícího na balkoně hořícího bytu. Po chvíli se neudržel a zřítil se z výšky několika pater na zem. Tento muž podle nepotvrzených informací na místě zemřel. Jiným příkladem je muž zachycený na fotografiích, jak stojí v bytě, kde výbuch utrhl celou stěnu a je tedy vidět do bytu. I zde média spekulují o tom, že se nedočkal záchrany. Později tento byt zachvátil požár.

## Vyšetřování
V sobotu 7. prosince policie zadržela 6 lidí, jednalo se o dělníky a jednatele firmy, která v místě prováděla výkopové práce. Celkem bylo obviněno pět lidí. Vyšetřovatelé muže viní z toho, že při výkopových pracích narušili plynové potrubí a na místo nahlášení situace patřičným místům a vyzvání obyvatel k opuštění domu tak neučinili. K překopu došlo již v 11:40. Jediným krokem obviněných bylo uklidňování obyvatel domu a výzva k otevření oken.
Z vyšetřování vyplývá, že příčinou bylo zažehnutí nahromaděného plynu z překopnutého potrubí jiskrou na elektroinstalaci výtahu. K případu byl zpracován i znalecký posudek, ze kterého vyplývá, že k tragédii mohly přispět stavební úpravy, které provedli dva roky před tragédií majitelé domu a neměli na ně vyjádření od hasičů. Tyto úpravy mohly způsobit nahromadění plynu, na místo toho, aby plyn odešel pryč.

## Dům a jeho obyvatelé
Náhradní ubytování postiženým nabídli příbuzní i město Prešov. Slovenská vláda věnovala milion eur. Pomoc do Přešova zaslali i jiní, na účtu města bylo k 10. prosinci 2019 1,4 milionu eur.
Statika horní části domu byla narušena a zvažovalo se, jestli bude dům pouze částečně nebo zcela zbourán. V neděli večer pak společenství vlastníků jednotek z Mukačevské 7 souhlasilo s případnou demolicí domu.
Na úterý 10. prosince byly naplánovány přípravné práce na zahájení demontáže horních pater budovy. Začalo se násypem, který ochrání inženýrské sítě u paty domu a pokračovalo se postupným rozebíráním budovy tak, aby se mohlo pokračovat v hledání nezvěstné osoby a aby se umožnila práce vyšetřovatelům.

## Reakce
V souvislosti s katastrofou zrušilo město Prešov novoroční ohňostroj, reagovalo tak na výzvu občanského sdružení Podaj.

## Galerie

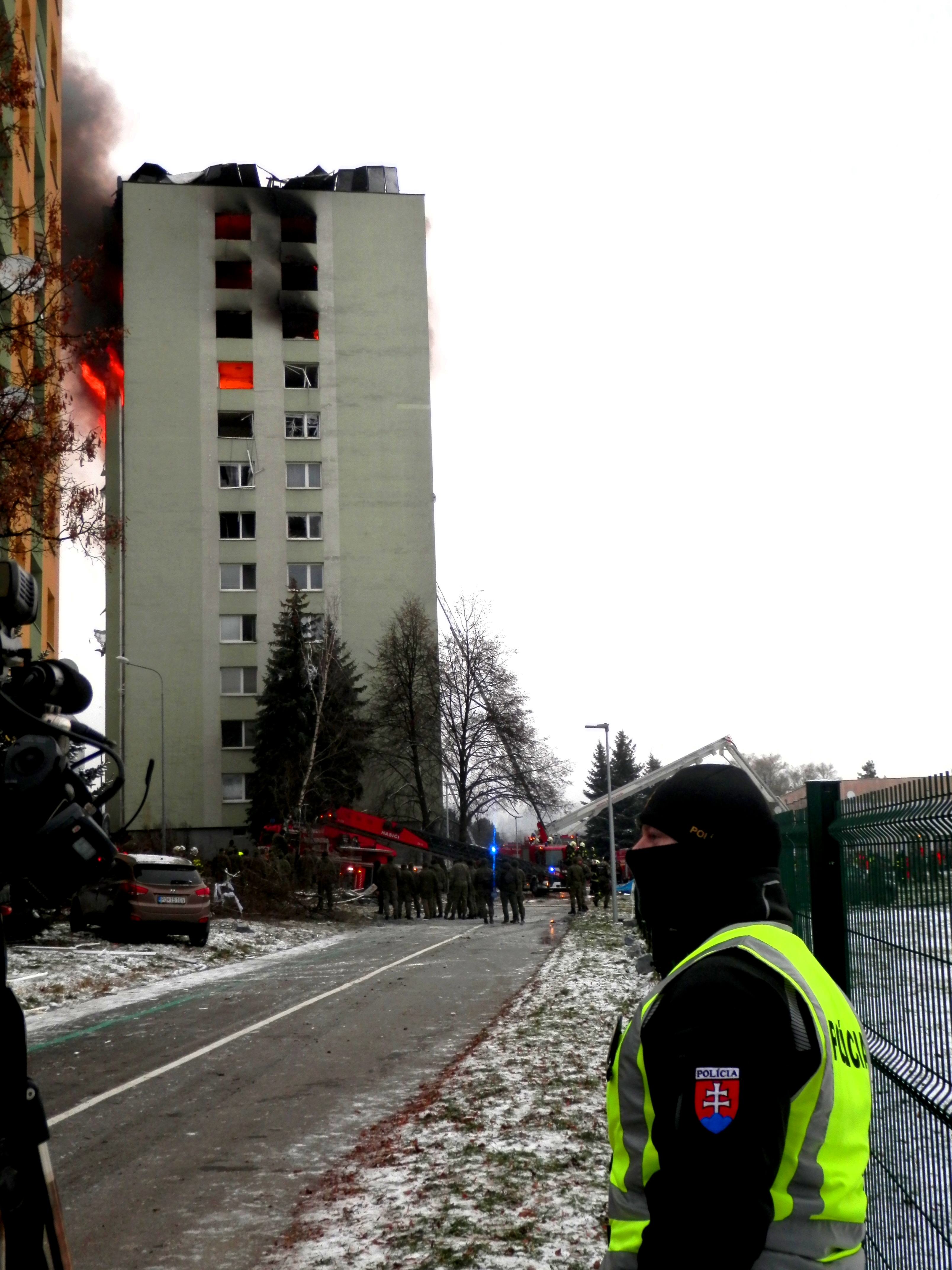
Hořící budova zdáli, 15:17
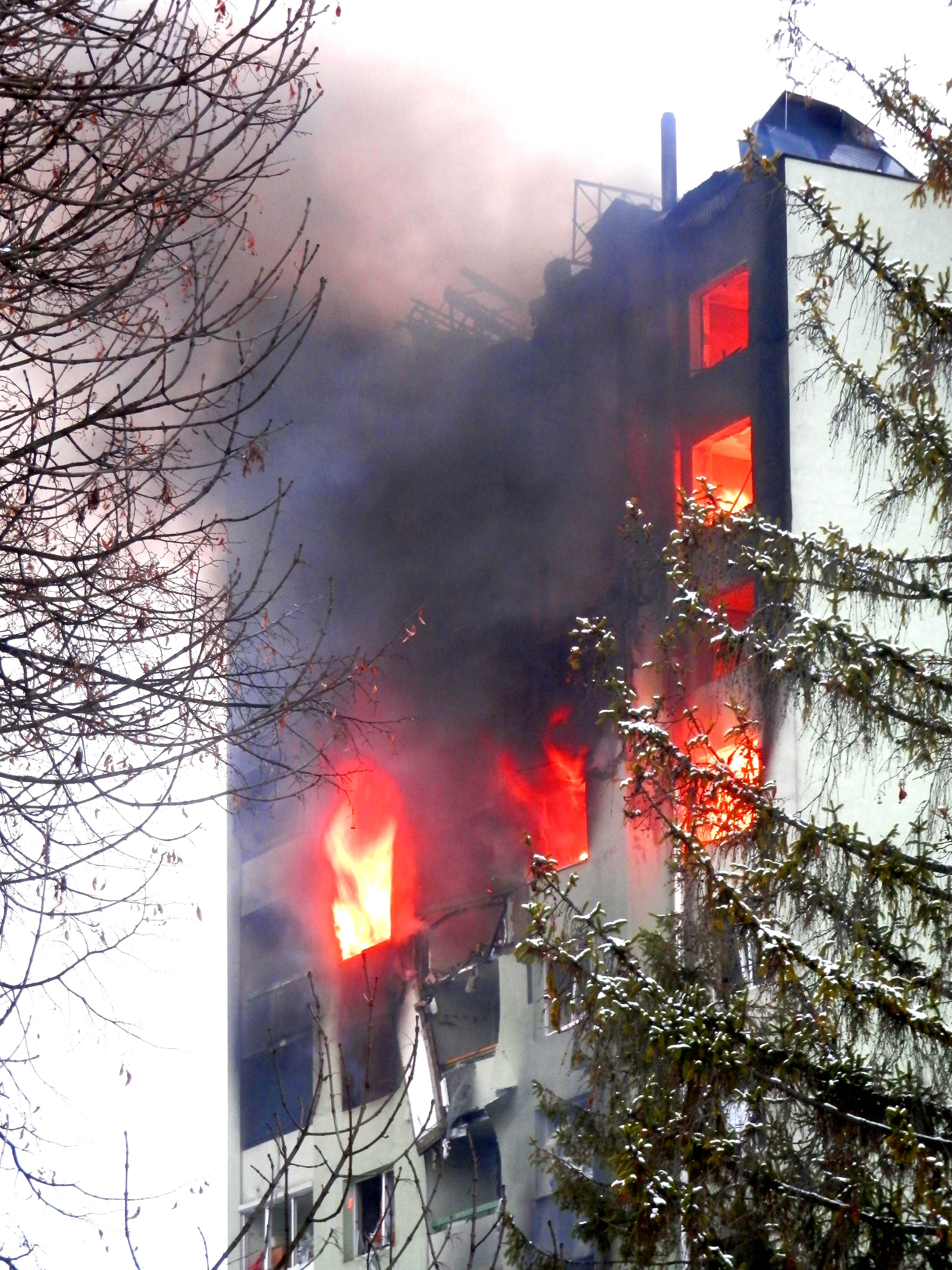
Pohled z druhé strany, 15:15
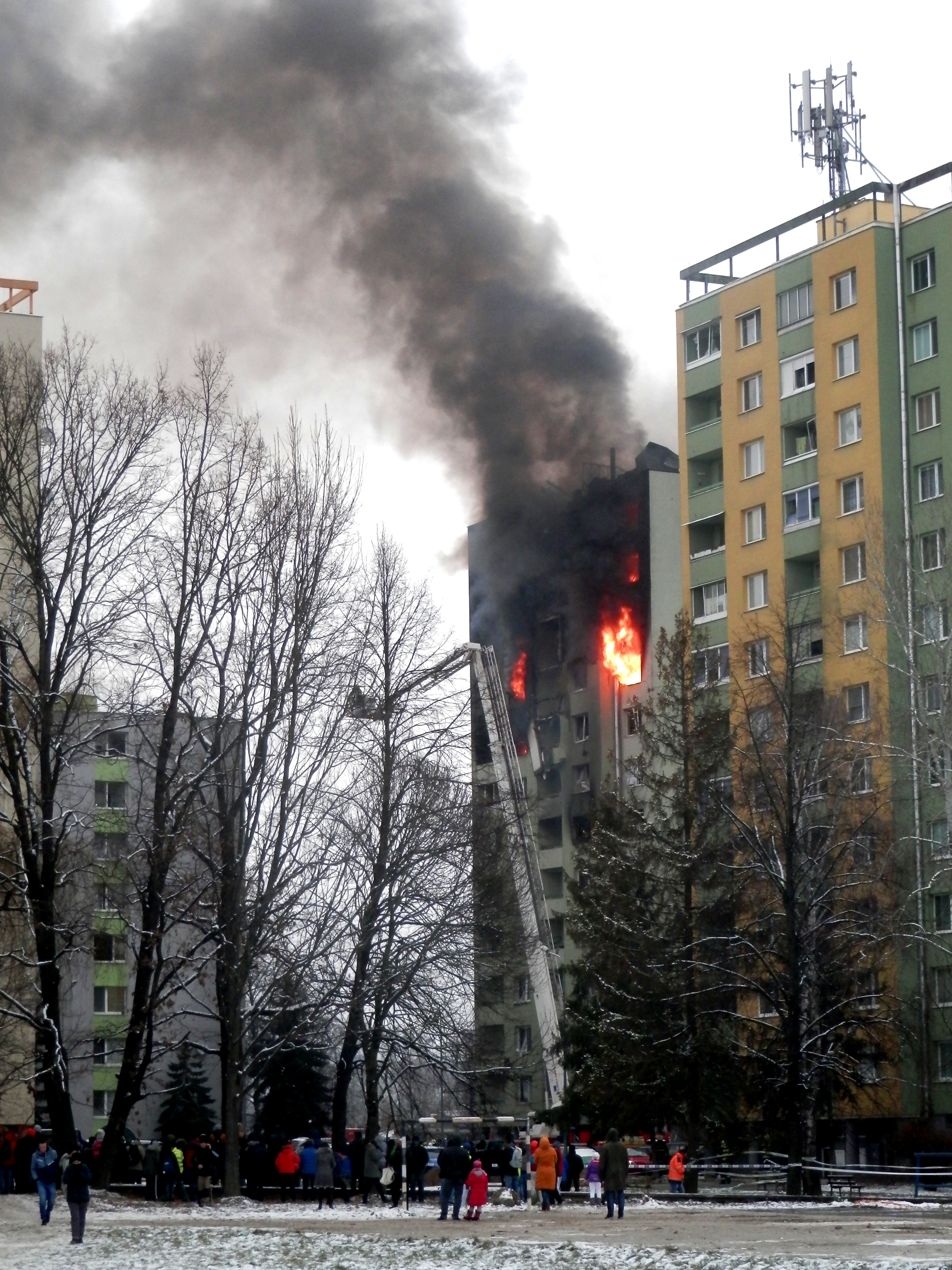
Zásah hasičů
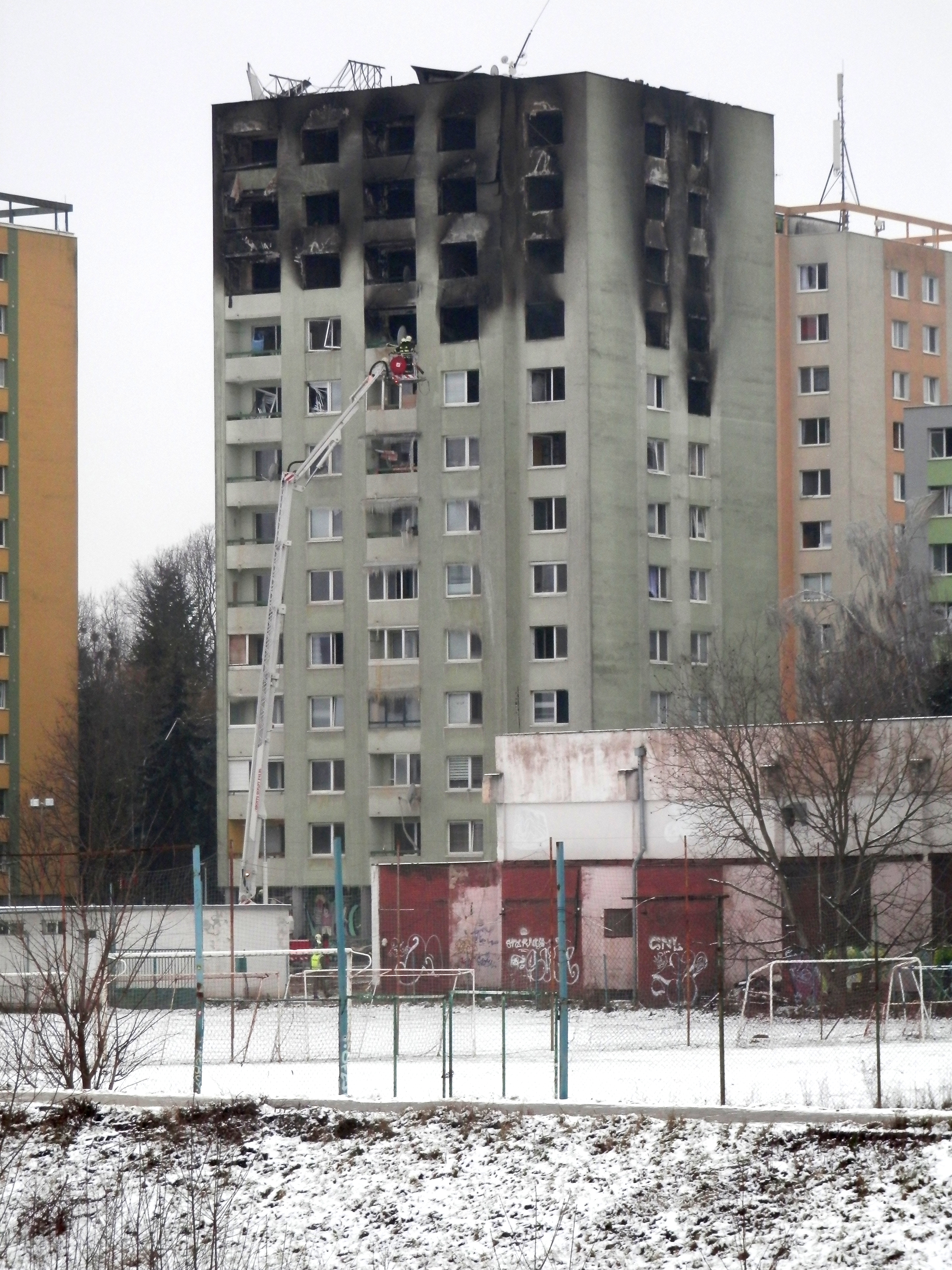
Zadní ohořelá část domu den poté
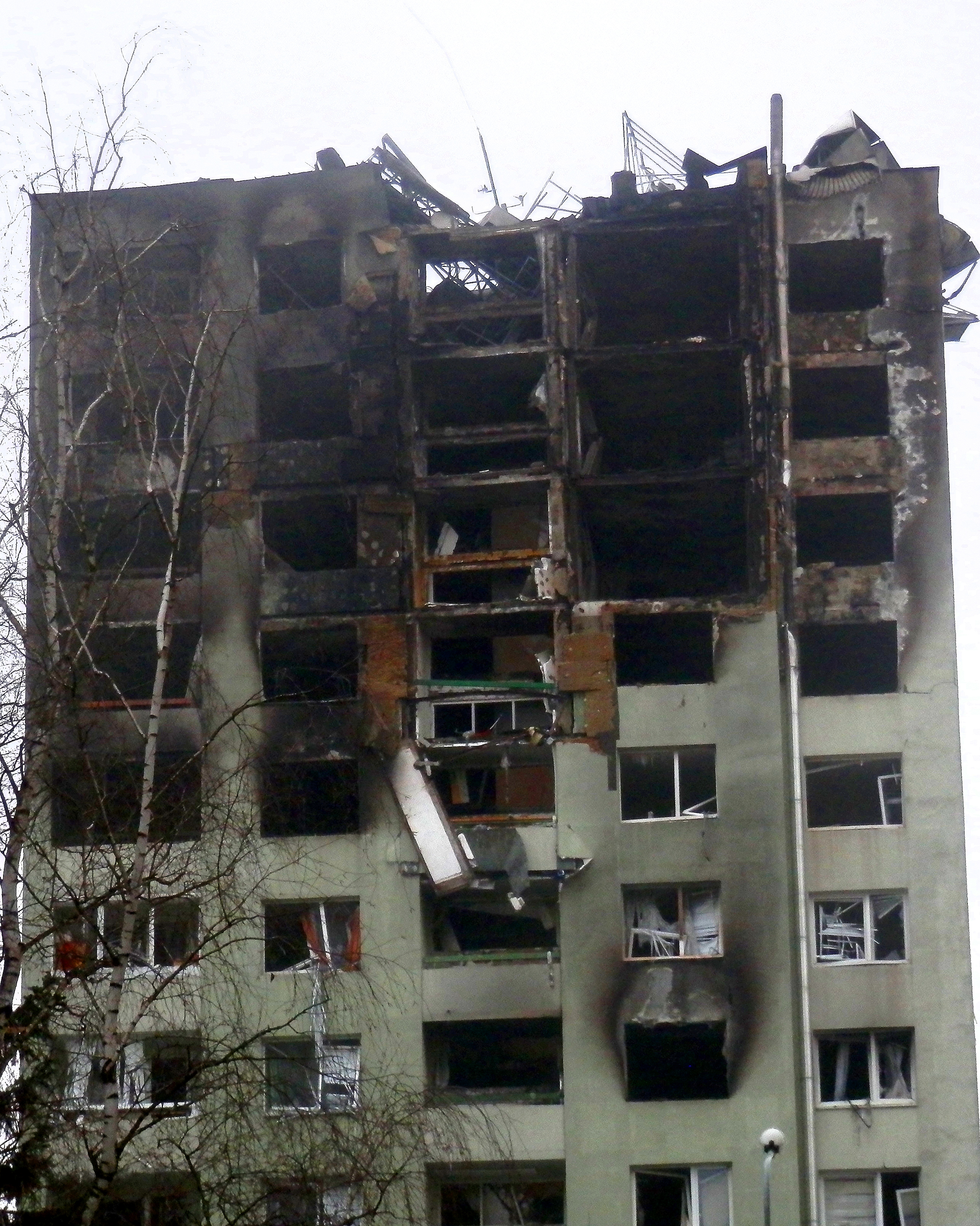
Vyhořelá přední část domu dva dny po výbuchu
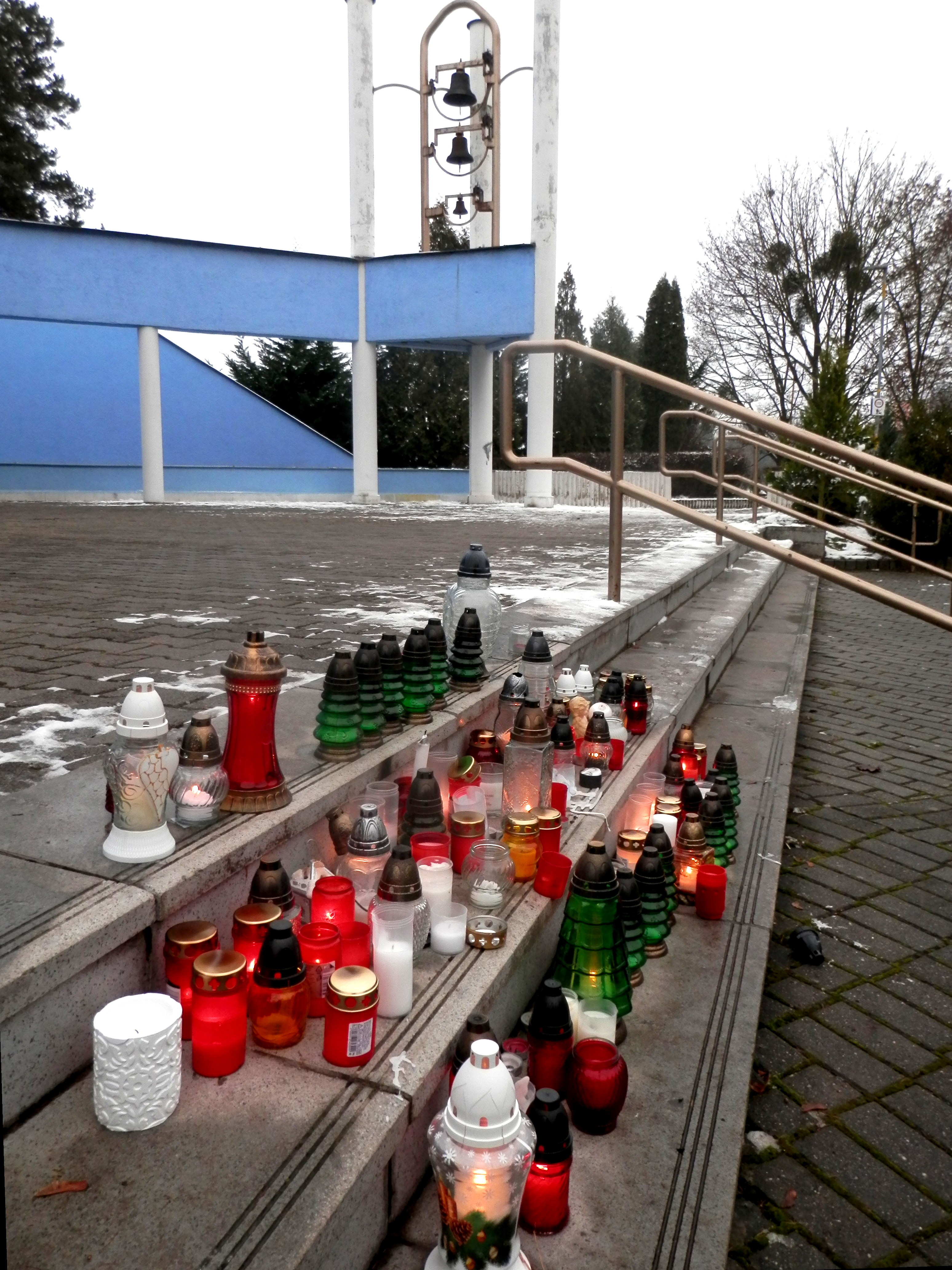
Svíčky za oběti neštěstí před nedalekým kostelem Královny Pokoje
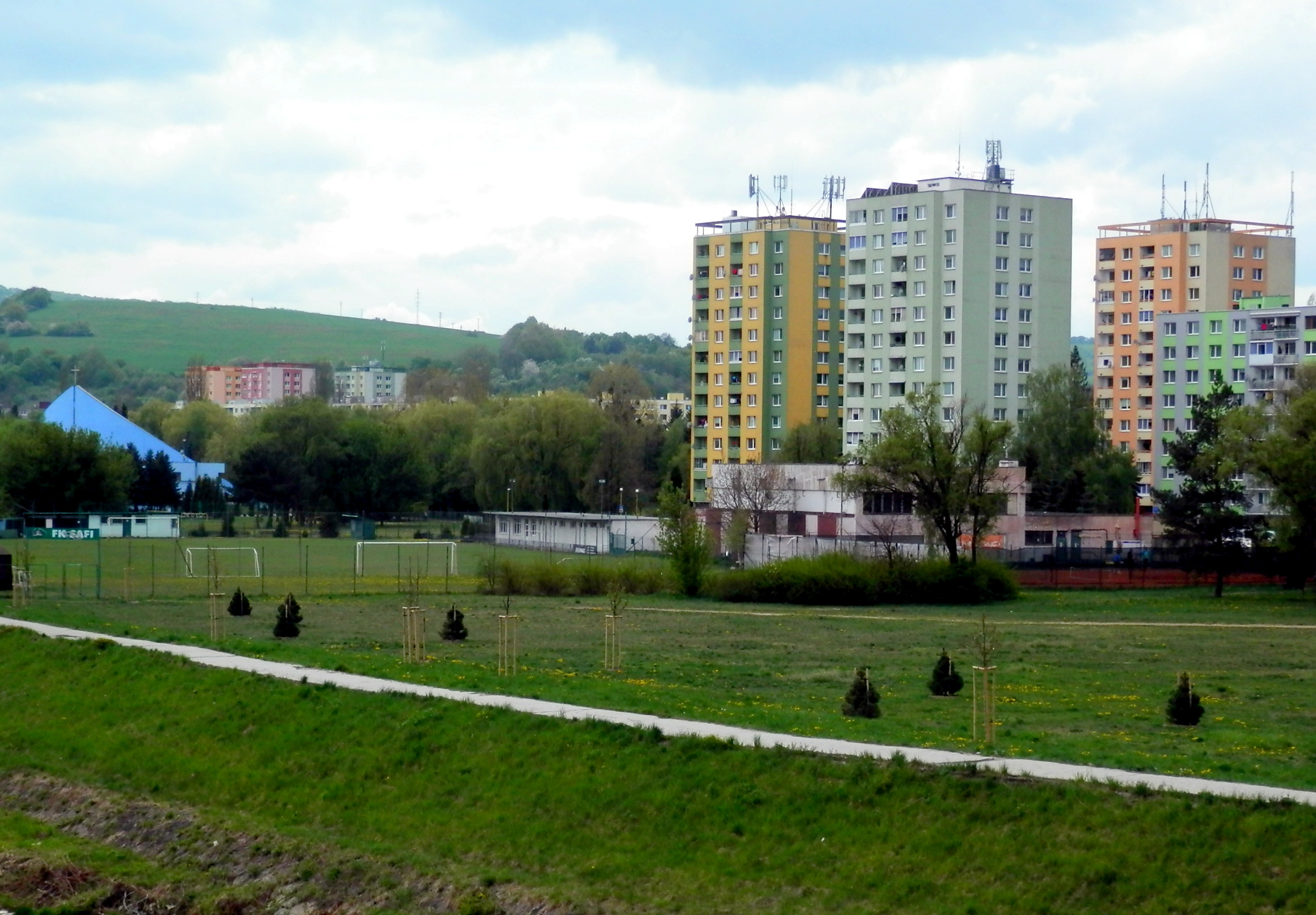
Světlezelený dům v popředí na fotografii z roku 2015. Dům, ve kterém vybouchl plyn